# 輕型貨車

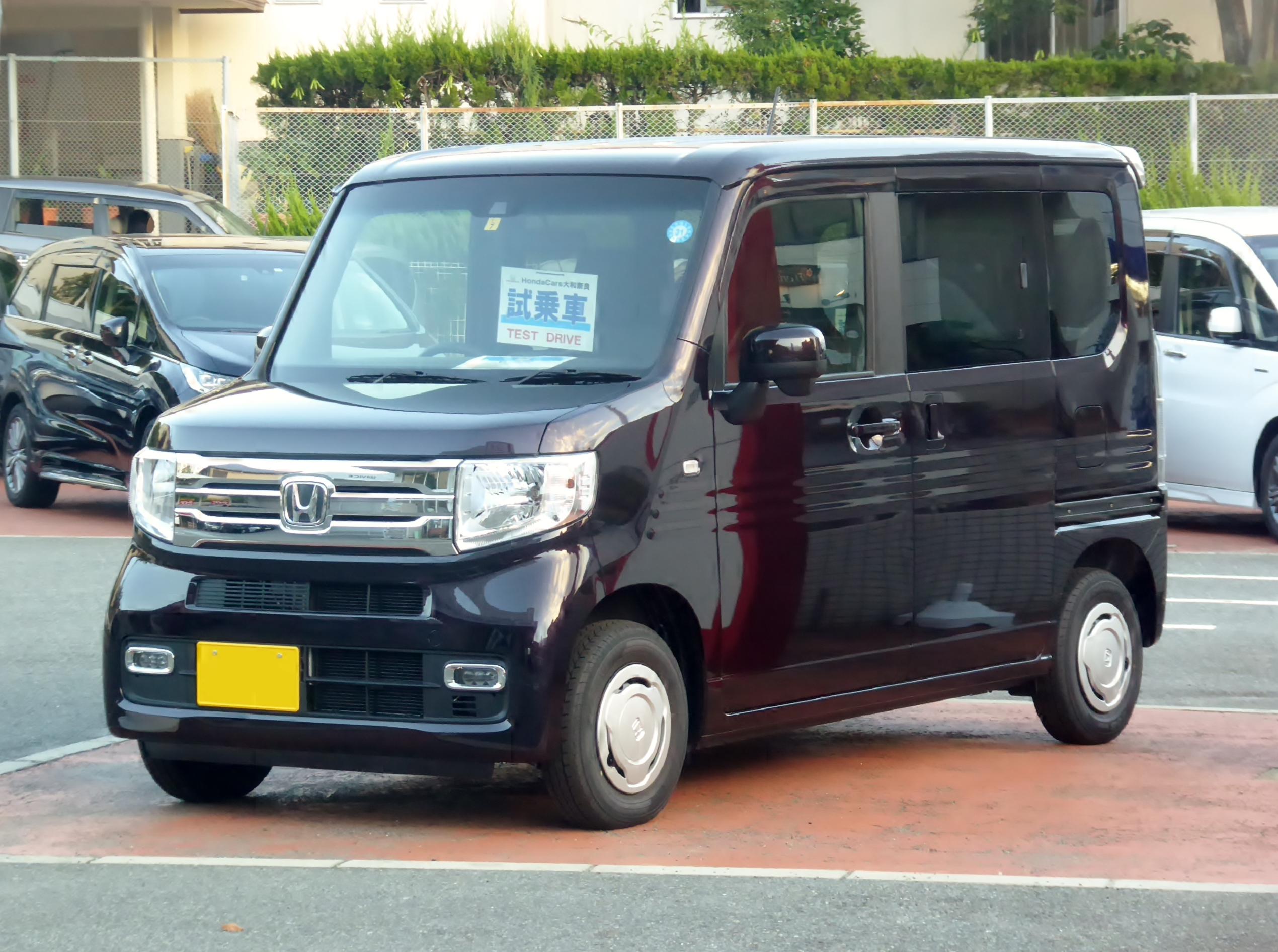

輕型貨車（日语： Kei Bon'nettoban）意指1980年代日本輕型車的車體風格主流，亦屬於掀背車的一種，一般略稱成「輕Bonvan（軽ボンバン）」。

## 概要
雖然輕型貨車跟轎車一樣前座2人、後座2人，但為了確保法定的貨艙面積，後排座椅通常是可摺疊的狹小座位，僅適合小学以下學童乘坐。此外，按照日本車輛號牌的規定，除了開頭「8」的特種用途車輛之外，輕型貨車跟輕型卡車一樣都是用「4」作開頭。
1980年代之前輕型貨車不必課貨物稅（不過後來輕型貨車需課5.5%稅），因此民間盛行購買輕型貨車作為家中第二輛代步車（當時輕型乘用車的貨物税是15.5%）。同時輕型貨車和乘用車一樣2年才車檢一次，汽車保險也相對低廉許多。1989年日本開始實施消費稅，加上1990年代開始流行輕型高頂旅行車，輕型貨車的熱潮才逐漸散退；目前僅剩輕型車主要製造商鈴木公司和大發工業仍繼續開發此類車型。

## 沿革與歷史

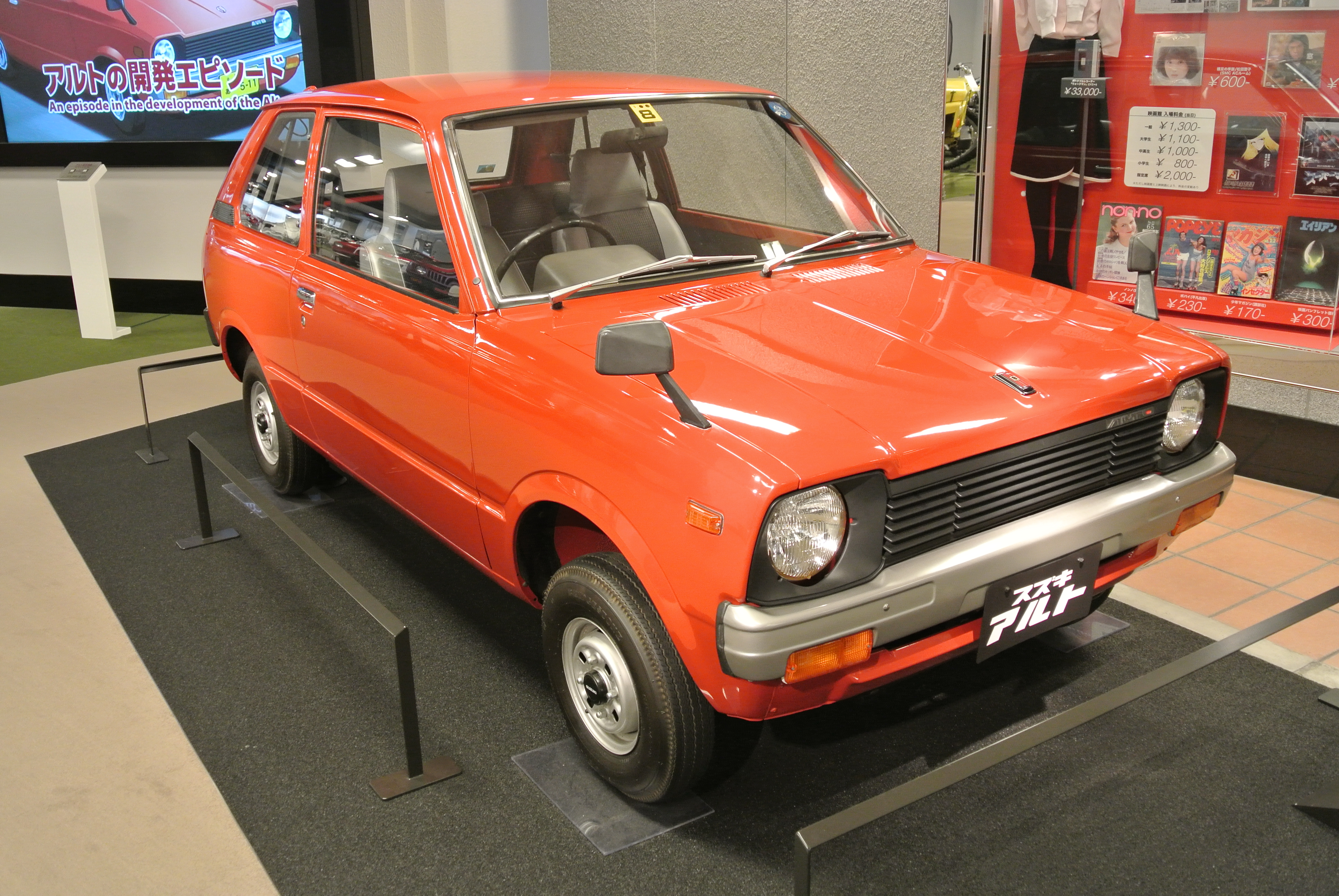
打著「定價47萬日圓」的第一代鈴木Alto風靡1970年代日本車壇

其實輕型貨車這種車型早在輕型車發展初期便已存在，例如1955年的鈴木Suzulight、1959年的日建Constac、1963年的速霸陸360 Custom等車種。進入1970年代，雖然日本家戶的汽車普及，但大眾運輸不便的鄉村和偏遠地區的家庭主婦需要第2輛車來買菜購物。當時鈴木汽車工業（鈴木公司前身）做了市場調查發現，「平常使用汽車時乘車人數未達2人」的情況佔了大多數。由於乘用車走向配備內裝豪華化，該公司決定採取簡化配備的相反策略，樹立輕型商用車的新分類。
此時期前輪驅動的佈局逐漸普及輕型車，且車體風格也朝著實用性較高的掀背車車型靠攏。以此種思維來看，三門廂型乘用車和商用車具有共通性。雖然後排座椅的乘坐舒適性大減，但鈴木公司調查發現通常乘坐人數少於2人，只要確保前座空間的舒適即可。況且對於主要目標對象的家庭主婦來說，乘用車或商用車的規格區別並無差異。於是促成1973年上市的鈴木Fronte Hatch，出現輕型車新分類之可能性。1979年作為鈴木Fronte商用版的鈴木Alto問世，開創出「輕型貨車」的新類別。
鈴木Alto以三門掀背車為基礎，採取配備簡素化的設計，省略助手席車門的鑰匙孔、點菸器等，甚至連動力也採用直列三缸二衝程引擎，因此上市時打出「定價47萬日圓」的行銷策略時震驚日本車壇。該公司以密集的電視廣告喊出「Alto 47萬日圓！」，吸引消費者的注目。甫發售1個月即收到超過1萬8千輛的訂單，成為暢銷車種。
火紅的Alto引發其他競爭者的追隨腳步，大發工業跟著發表大發Cuore的廂型車版「大發Mira Cuore」，速霸陸汽車、三菱汽車亦相繼推出競爭車種，市場十分活絡。「節税車」也引起稅務機關的側目，1981年10月起針對可供4人乘坐的輕型貨車課徵5.5%的貨物稅。儘管如此，相對於輕型乘用車課徵15.5%貨物稅而言，輕型貨車的稅負仍然低廉許多，持續風靡整個車壇。另外，僅有2個座位的輕型貨車亦適用課徵5.5%貨物稅，車廠方面竟也推出省略後排座位的廉價版（更甚者，三菱汽車推出只有駕駛座的輕型貨車車款）。輕型貨車的熱潮持續延燒，連1974年起即停止生產輕型乘用車的本田技研工業也受到刺激，在1985年推出本田Today，重返輕型車市場加入戰局。所以此車型受到家庭主婦及年輕族群的支持，成為1980年代輕型車的當家花旦。
後來商用輕型貨車出現變化：配備逐漸走向豪華化，動力上也配置渦輪增壓的運動化車型。1989年隨著停徵貨物稅、改課消費稅，輕型貨車的省稅形象大失，熱潮也逐漸消退。實際上跟車輛號牌「5」開頭的輕型車相比，輕型貨車的任意險只要一半，輕型車稅、汽車重量稅也比較便宜，是故輕型貨車目前依舊存在。不過各車廠眼見輕型貨車趨於平淡，紛紛退出市場：本田在1990年代末期已停產此種車型，速霸陸汽車也停止自行開發輕型車，2010年起委託大發工業代工生產，三菱Minica也在2011年5月停產；所以眼前日本車壇僅剩餘Alto、Mira/Pleo等輕型貨車車款。

## 用途
一般在大眾運輸不便的偏遠地區，配備素簡、價格便宜的輕型貨車可當作通勤、買菜購物的交通工具。某些中小企業、銀行、農會和漁會等團體機構，也會以此車型作為公用車或營業車；因此前廂二個座位、後廂載貨空間的輕型貨車便兼顧廉價、低稅金、低保費等優點。此外，某些餐館業者（壽司、拉麵、披薩等）、中小型速遞業者為了外送及物流送貨之目的也會選擇此車型。尤其日本的北陸地方、東北地方、北海道等地區每逢冬季降雪，輕型貨車能提供更高的安全性與舒適性。

## 車種一覽

### 現行車種
- 鈴木：鈴木Alto Van

### 停產車種
- 鈴木：鈴木Fronte、鈴木Cervo（第三代）、鈴木Alto Works R
- 大發：大發Fellow Van、大發Leeza Van（日语：ダイハツ・リーザ）、大發Mira Van（日语：ダイハツ・ミラ）
- 速霸陸：速霸陸360 Commercial/Custom、速霸陸R-2 Van、速霸陸Rex Van、速霸陸Vivio Van、速霸陸Pleo Van
- 三菱：三菱360 Van、三菱Minica Van、三菱Minica Toppo Van、三菱Toppo BJ Van（日语：三菱・トッポBJ）
- 馬自達：馬自達B360 Van、馬自達Porter Van
- 本田：本田N360 Van（日语：ホンダ・N360）、本田Life Van（日语：ホンダ・ライフ）、本田Life step van（日语：ホンダ・ライフステップバン）、本田Today Van（日语：ホンダ・トゥデイ (自動車)）
- 愛知機械工業（日语：愛知機械工業）：Cony 360 Van（日语：コニー・360）、Cony 360 Coach Van（日语：コニー・360コーチ）

## 內部連結
- 輕型車
- 輕型高頂旅行車